# I've Just Begun (Having My Fun)
»I've Just Begun (Having My Fun)« je pesem ameriške glasbenice Britney Spears, izdana na njenem prvem albumu z največjimi uspešnicami, Greatest Hits: My Prerogative (2004). Pesem je produciral duet Bloodshy & Avant in v originalu so jo nameravali izdati na albumu In the Zone. Digitalno je izšel 17. avgusta 2004, ob izidu albuma. Elektro-funk pesem so večkrat primerjali s pesmijo glasbene skupine No Doubt, »Hella Good« in z raznimi pesmimi ameriških funk glasbenih skupin iz sedemdesetih. Besedilo pesmi govori o zabavi. Pesem »I've Just Begun (Having My Fun)« je prejela mešane ocene s strani glasbenih kritikov, nekateri so menili, da je ena izmed najboljših pesmi s kompilacije, drugi pa so jo kritizirali zaradi besedila.

## Ozadje
Pesem »I've Just Begun (Having My Fun)« so v originalu napisali za četrti glasbeni album Britney Spears, In the Zone (2003). Pesem so napisali Britney Spears, Michelle Bell, Christian Karlsson, Pontus Winnberg in Henrik Jonback, produciral pa jo je duet Bloodshy & Avant. Pesem je bila kot bonus pesem vključena na evropski izdaji DVD-ja In the Zone. V Združenih državah Amerike je bila pesem zastonj na voljo preko Wal-Martove izdaje albuma In the Zone, in sicer zaradi ekskluzivne pogodbe z Wal-Martom in podjetjem Sony Connect. Ko se je pogodba sredi leta 2004 prekinila, je založba Jive Records 17. avgusta 2004 pesem izdala preko iTunesa in Rhapsodyja. Pesem »I've Just Begun (Having My Fun)« je zasedla sedmo mesto na lestvici najbolje prodajanih pesmi preko iTunesa in pojavile so se govorice, da bo pesem vključena na album Greatest Hits: My Prerogative.

## Sestava
Pesem » I've Just Begun (Having My Fun)« je elektro-funk pesem in je, po podatkih spletne strani musicnotes.com, ki je v lasti podjetja Universal Music Publishing Group, napisana v G-duru. Ima tudi dance prizvok, ki sta jo Jennifer Vineyard iz MTV-ja in Stephen Thomas Erlewine s spletne strani Allmusic primerjala s pesmijo glasbene skupine No Doubt, »Hella Good«, izdano leta 2002. Vokali Britney Spears se raztezajo od G3 do Eb5. Pri pesmi je velik poudarek na kitari in bas kitari, zaradi česar so jo večkrat primerjali s singli glasbenih skupin iz sedemdesetih, kot sta Zapp in The Gap Band. Besedilo pesmi govori o zabavi. Med pesmijo Britney Spears pove, da bi se raje zabavala, kot pa se ustalila.

## Sprejem
Stephen Thomas Erlewine s spletne strani Allmusic je napisal: »Pesem, ki so jo nameravali vključiti na album In the Zone [...] je veliko boljša od večine pesmi z albuma.« Annabel Leathes s spletne strani BBC Online je komentirala, da sta pesmi »Do Somethin'« in »I've Just Begun (Having My Fun«) »[dve] najmočnejši neizdani pesmi, s katerimi pevka lahko osvoji lestvice, če se naveliča petja uspavank.« Ann Powers iz revije Blender je pesem označila za »takoj pozabljeno in biografsko nenatančno«, medtem ko je Mike McGuirk s spletne strani Rhapsody menil, da je pesem »na tej stopnji njeno najboljše delo poleg pesmi 'I'm A Slave 4 U'.« Louis Pattison iz revije New Musical Express je dejal, da je besedilo »dokaj nenavadno za Britneyjino zelo publicirano željo po družini.« 4. septembra 2004 je pesem »I've Just Begun (Having My Fun)« debitirala na triindvajsetem mestu lestvice Billboard Hot Digital Tracks, kjer se je že v naslednjem tednu povzpela na enainštirideseto mesto.

## Ostali ustvarjalci
- Tekstopisci – Britney Spears, Michelle Bell, Christian Karlsson, Pontus Winnberg, Henrik Jonback
- Produkcija – Bloodshy & Avant, Steven Lunt
- Vokali – Britney Spears

Vir: